# Temmenhausen
Temmenhausen ist ein Ortsteil der Gemeinde Dornstadt im Alb-Donau-Kreis in Baden-Württemberg. Im Zuge der Gemeindegebietsreform in Baden-Württemberg wurde am 1. Januar 1975 die Gemeinde Temmenhausen zu Dornstadt eingemeindet.
Das Haufendorf am Nordrand der Flächenalb liegt circa vier Kilometer nordwestlich von Dornstadt und ist über die Landstraße 1233 zu erreichen. Südlich von Temmenhausen verlaufen die Bundesautobahn 8 und die Schnellfahrstrecke Wendlingen–Ulm.

## Geschichte
Temmenhausen wird 1225 erstmals überliefert. Das Kloster Elchingen hatte schon 1225 Besitz im Ort, den es 1334 teilweise an die Grafen von Werdenberg verkaufte. Der Ort war helfensteinisch und kam teils 1482 an Ulm, teils über die Stein zu Ronsberg 1444 an die Ehinger, 1451 an die Stein zu Klingenstein, 1466 an die Katharinenpflege Ulm und danach an die Reichsstadt Ulm. Der ältere Grundbesitz der Stein zu Klingenstein, Westerstetten und Hörningen gelangte im 13. und 14. Jahrhundert vor allem an den Deutschen Orden.
Temmenhausen kam 1803 an Bayern und durch den Grenzvertrag zwischen Bayern und Württemberg 1810 an das Königreich Württemberg, wo der Ort dem Oberamt Blaubeuren unterstand.
Bei der Kreisreform während der NS-Zeit in Württemberg gelangte Temmenhausen 1938 zum Landkreis Ulm. 1945 wurde der Ort Teil der Amerikanischen Besatzungszone und gehörte somit zum neu gegründeten Land Württemberg-Baden, das 1952 im jetzigen Bundesland Baden-Württemberg aufging. 1973 erfolgte die Kreisreform in Baden-Württemberg, bei der Temmenhausen zum Alb-Donau-Kreis kam. 1975 wurde Temmenhausen im Zuge der Vereinigung von Tomerdingen mit Dornstadt Ortsteil der neuen Gemeinde Dornstadt.

## Sehenswürdigkeiten

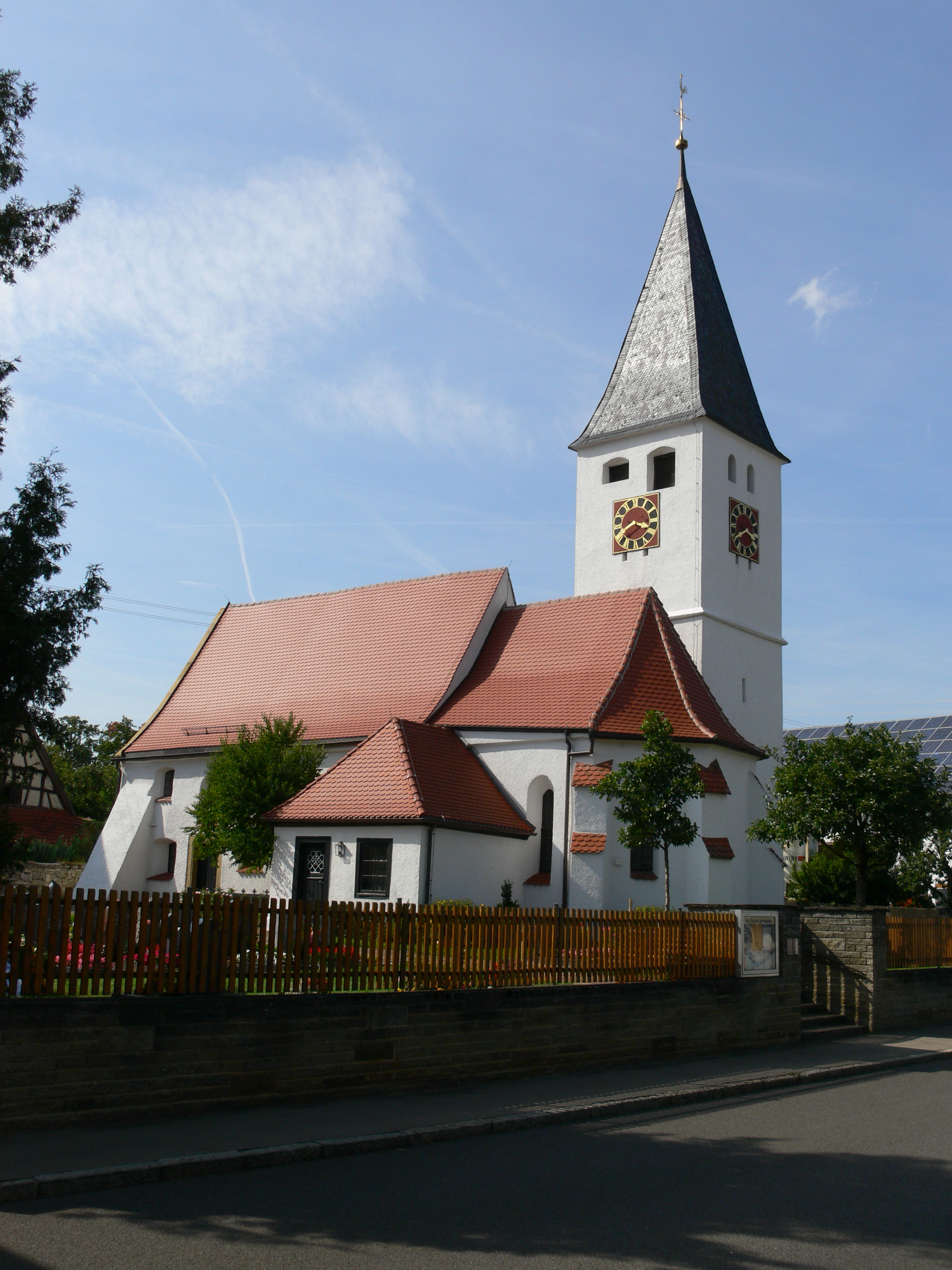
Nikolauskirche

- Evangelische Nikolauskirche